# Ivan Dzerjinski
Ivan Ivanovich Dzerzhinsky (Tambov (plana d'Oka-Don), 9 d'abril, 1909 - Sant Petersburg, 18 de gener, 1978) va ser un compositor soviètic. Artista del poble de la RSFSR (1977). Guardonat amb el Premi Stalin de tercer grau (1950). Membre del PCUS (b) des de 1942.

## Biografia
El seu primer professor va ser la famosa mestra Anna Lavdovskaya. El 1925, va ingressar al 1r Col·legi de Música, a la classe del professor Yavorsky. El 1929, I. I. Dzerzhinsky va ingressar a l'Escola Tècnica Gnessin, on va estudiar a la classe de composició del professor Gnesin.
El 1930 es va traslladar a Leningrad. El 1930-1931 va estudiar a l'Escola Central de Música de Leningrad en classe de composició amb Ryazanov, i el 1931-1932 - al Conservatori de Leningrad, d'on va ser expulsat per no assistir a classes. A Leningrad, Dzerzhinsky va escriure "Poema sobre el Dnieper" i "Suite de primavera" per a piano, "Cançons del nord" i el seu primer concert per a piano. El 1935, el compositor va completar l'òpera Quiet Don (basada en la novel·la de M. A. Sholokhov), que es va convertir en una fita en el desenvolupament del teatre musical soviètic. 30 anys després de Quiet the Don, el 1967, Dzerzhinsky va escriure una segona òpera sobre la mateixa trama: Grigory Melekhov, que (a diferència de la primera) no va rebre ressonància pública.
Per recomanació de Dmitri Xostakóvitx i Samuïl Samossud va incloure l'òpera "Quiet Don" al pla del Petit Teatre d'Òpera i Ballet de Leningrad (LMATOB), es va posar en escena l'octubre de 1935 i aviat va entrar al repertori de molts teatres musicals del país. La primera edició del claustre es va publicar amb la dedicatòria de l'òpera a D. Xostakóvitx. Durant la publicació secundària del claustre, I. I. Dzerzhinsky va eliminar la dedicatòria sota la influència de l'article editorial "Confusió en lloc de música" al diari Pravda. V. I. Nemirovich-Danchenko va descriure l'òpera com "musicalment una cosa completament mediocre". Va explicar el seu gran èxit pel fet que es basava en un material musical fort (cançons cosaques) i dramàtic.
El 1937 va escriure l'òpera Virgin Soil Upturned. El 1939 va aparèixer l'òpera "Volochaevsky Days". Després d'això, el compositor va començar a escriure una òpera basada en la trama del drama d'A. N. Ostrovsky "La tempesta", però aquesta obra va ser interrompuda per la guerra.
El 1943, el LMATOB de Chkalov, i després el MAMT que porta el nom de K. S. Stanislavsky a Moscou, van posar en escena una nova òpera d'I. I. Dzerzhinsky "Nadezhda Svetlova", dedicada a la defensa de Leningrad. A més de les òperes, durant els anys de la guerra el compositor va crear una sèrie d'obres de cambra: el cicle vocal-líric "Primer amor" (poemes de A. I. Fatyanov, 1943), el cicle vocal "Ocell militar" (poemes de V. Lifshits, 1945), la suite de piano "artistes russos", inspirada en impressions de les pintures dels grans pintors russos V. I. Surikov, I. I. Levitan, I. N. Kramskoy, I. I. Shishkin, V. A. Serov.
Després de la guerra, Dzerzhinsky va escriure la comèdia musical "В зимнюю ночь" basada en la història "Blizzard" d'A. S. Pushkin. L'estrena va tenir lloc al Teatre de Comèdia Musical de Leningrad l'any 1946. En els anys següents, el compositor va crear tres cicles vocals "Новое село" (poemes d'AD Churkin, 1948), "Земля" (poemes d'A. I. Fatyanov, 1949), "Женщине-другу" (poemes d'AD Churkin, 1950).
Va escriure música per a les pel·lícules: "Инженер Гоф" (produïda per BELGOSKINO, 1935), "На отдыхе" (produïda per Lenfilm, 1936) i per a la comèdia «Когда казаки плачут" (produïda per Sverdlovsk Film Studio, 1963). ).
I. I. Dzerzhinsky va morir el 18 de gener de 1978 a Leningrad (Sant Petersburg). Va ser enterrat a la secció 74 del cementiri teològic (carretera Bratskaya). La seva dona fou la llibretista i actriu Evgenia Vasilyevna Karetnikova (1915-2002).

## Premis i honors
- Premi Stalin, tercer grau (1950) - per al cicle vocal "Nou poble"
- Orde de Lenin (1939)
- Orde de la Bandera Roja del Treball
- Artista popular de la RSFSR (1977)
- Artista honorat de la RSFSR (1957)